# 劉昭
劉 昭（りゅう しょう、生没年不詳）は、南朝梁の官僚・文人・歴史家。『後漢書』の注釈で知られた。字は宣卿。本貫は平原郡高唐県。

## 経歴
斉の征虜晋安王記室の劉彪の子として生まれた。幼くして機知にすぐれ、7歳で『老子』や『荘子』の解釈に通じた。成長すると、学問に励んで文章を得意とし、早くから従兄の江淹（劉彪の姉妹の子）に賞賛された。梁の天監初年、奉朝請を初任とし、征北行参軍や尚書倉部郎を歴任した。ほどなく無錫県令に任じられた。豫章王蕭綜の下で宣恵記室となり、臨川王蕭宏の下で中軍記室をつとめた。かつて劉昭の伯父の劉肜が諸家の『晋書』を集めて、干宝『晋紀』に注釈し、40巻にまとめたことがあった。劉昭はこれに倣って諸家の『後漢書』を集め、その異同を范曄の『後漢書』に注釈し、『集注後漢』130巻にまとめた。また『幼童伝』10巻を著した。通直郎に転じ、剡県県令として出向し、在官のまま死去した。

## 子女
- 劉縚（字は言明、尚書祠部郎）
- 劉緩（字は含度、湘東王蕭繹に仕え、文学の才で知られた）

## 伝記資料
- 『梁書』巻49 列伝第43
- 『南史』巻72 列伝第62